# Virtut
Una virtut és una qualitat moral positiva, oposada al defecte (ètica) o vici (religió). Cada cultura considera unes virtuts o unes altres com a més rellevants.

## Etimologia
El terme va sorgir al llenguatge grec (areté). Després s'ha estès a altres camps, com virtuts polítiques o estètiques, entre d'altres.

## Història

### Antiga Grècia
Plató és el primer filòsof a establir un cànon de virtuts, recollint les qualitats clàssiques, que són la temprança, la prudència, la fortitud i la justícia.
Aristòtil va dividir les virtuts en dianoètiques (racionals) i ètiques (aquelles que depenen del costum). Les dianoètiques tenen a veure amb la intel·ligència en tots els seus vessants (el lligam entre saber i conducta data de Sòcrates i el seu intel·lectualisme moral). Les ètiques són el coratge, la temprança, la generositat i la bona voluntat, l'assertivitat (terme modern per al concepte grec afí), l'autoestima, l'amistat i l'honestedat.
Els epicuris van reforçar l'amistat, única font de l'autèntica felicitat, mentre que els estoics aconsellaven prudència i acceptació.

### Antiga Roma
Les virtuts romanes més destacables tenen a veure amb el respecte a la tradició i l'statu quo. Així, un home virtuós és aquell que té autoritat, amabilitat, pietat, dignitat, temprança, fermesa, ganes de treballar, respecte als avantpassats i els costums, honestedat i mesura.

## Religió
Les grans religions lliguen les virtuts a la salvació de l'ànima després de la mort, ja que les virtuts estarien directament inspirades per la divinitat i, per tant, condueixen al paradís.
Els cristians oposen la virtut al pecat. Així, igual que estableixen set pecats capitals, estableixen set virtuts cardinals: castedat, mesura, generositat, diligència, paciència, amor cap al proïsme i humilitat. A aquestes se sumen les anomenades virtuts teologals: fe, esperança i caritat.
L'islam considera bàsiques les següents virtuts: bondat, generositat, gratitud, acceptació, autocontrol, humilitat, amabilitat, cortesia, puresa, respecte, saviesa, tolerància, justícia, misericòrdia, dignitat, valor, fermesa, franquesa, esperança, paciència, constància, prudència, lleialtat i espiritualitat.
Pel budisme una virtut important és l'amabilitat. Hi ha un camí per assolir la virtut que es basa a tenir un punt de vista correcte (ser conscient de les quatre veritats fonamentals de l'existència); uns bons valors, és a dir, buscar l'equilibri; un discurs adequat; unes accions que evitin el mal aliè; un bon sistema de vida, centrat en la moral; un esforç constant per millorar; una ment clara i oberta a la revelació; i meditació.
Els samurais japonesos, per la seva banda, aconsellaven obeir els mestres, respectar els pares, recordar sempre l'honor samurai i actuar amb compassió cap als altres.

## Psicologia
La psicologia positiva identifica 24 virtuts, qualitats o trets de caràcter que ajuden a assolir la felicitat. Aquestes virtuts es poden agrupar en sis àmbits:
- àmbit del coneixement: creativitat, curiositat, desig d'aprendre, esperit crític, saviesa
- àmbit del coratge: valentia, perseverança, honestedat, vitalitat
- àmbit interpersonal: amor, amabilitat, generositat, intel·ligència emocional
- àmbit comunitari: capacitat de treball en equip, justícia, lideratge
- àmbit de la temprança: capacitat de perdonar, humilitat, prudència, autocontrol
- àmbit de la transcendència: apreciació de la bellesa i l'excel·lència, gratitud, esperança, humor, espiritualitat